# Možjanca
Možjanca v starejših virih tudi Možanca, v nemščini Moisesberg, je majhno naselje v občini Preddvor na Gorenjskem. Nahaja se v gorovju Kamniško-Savinjske Alpe. 
Lokalna cerkev je posvečena svetemu Miklavžu. Zgrajena je bila leta 1871, cerkveni mežnar je Metod Jagodic. 
Možjanca se nahaja sredi majhne planine. Od nje vodi cesta na Stefanijsko Goro, katera je samo delno asfaltirana.